# Bousseviller
Bousseviller település Franciaországban, Moselle megyében. Lakosainak száma 115 fő (2022. január 1.). Bousseviller Breidenbach, Hanviller, Haspelschiedt, Liederschiedt és Waldhouse községekkel határos.

## Népesség
A település népességének változása:
| Lakosok száma | 166  | 154  | 145  | 136  | 142  | 131  | 125  | 125  | 122  | 115  |
|               | 1968 | 1982 | 1990 | 2006 | 2013 | 2015 | 2017 | 2019 | 2020 | 2022 |